# George Horner (1646-1707)
Pour les articles homonymes, voir Horner.
George Horner (1646 - 11 mars 1707) de Mells Manor à Somerset, est un homme politique anglais qui siège à la Chambre des communes entre 1685 et 1689.

## Biographie
Il est le fils aîné survivant de George Horner (1605-1677) (en) de Mells, Somerset et de son épouse Anne Poole, une fille de Neville Poole (en).
Il entre à Lincoln's Inn en 1663. Il est commissaire à l'évaluation de Somerset de 1673 à 1680 et juge de paix de 1675 jusqu'à sa mort, avec une brève interruption en 1688. En 1677, il hérite du domaine familial de son père et, en 1679, il est lieutenant-colonel de la milice. Il est haut shérif de Somerset de 1680 à 1681 et sous-lieutenant de 1680 à 1687. Il est colonel de la milice en 1681.
En 1685, il est élu député de Somerset mais ne prend pas la parole à la chambre. En 1688, il est privé de plusieurs de ses fonctions pour avoir refusé de consentir à l'abrogation du Test Act. Il est réélu député de Somerset en 1689. Il est commissaire à l'évaluation du Somerset de 1689 à 1690 et est restauré en tant que lieutenant adjoint ainsi que juge de paix de 1689 à sa mort.

## Mariage et descendance
Il épouse Elizabeth Fortescue (1658-5 septembre 1693), une fille et cohéritière du colonel Robert Fortescue (1617-1676 / 7) et de sa seconde épouse Susanna Northcote, une fille de John Northcote (1er baronnet) (en) (1599-1676). Ils ont trois fils et quatre filles, dont: 
- Thomas Horner (1688-1741), député conservateur de Somerset en 1713 et 1727, qui, à la suite de son mariage avec l'héritière Susanna Strangways et conformément aux conditions de l'héritage, adopte en 1726 le nom et les armes de Strangways à la place de son patronyme. Leur unique enfant et unique héritière Elizabeth Strangways (née en 1722) épouse Stephen Fox-Strangways (1er comte d'Ilchester) (1704-1776), qui a également adopté le nom et les armes de Strangways.

Horner est décédé à l'âge de 60 ans et a été enterré à Mells.